# فیل دمل
فیل دمل (به انگلیسی: Phil Demmel) (زاده ۲ آوریل ۱۹۶۷) یک موسیقیدان آمریکایی و نوازنده گیتار لید گروه هوی متال مشین هد می‌باشد.